# Église Sainte-Thérèse des Richardets
L'église Sainte-Thérèse-des-Richardets est une église catholique située au 2, avenue Gabriel Péri à Noisy-le-Grand (Seine-Saint-Denis). 
Cet édifice bâti dans les années 1960-1970 remplace l'ancienne église Sainte-Thérèse des Richardets qui datait probablement des années 1930 (Thérèse de Lisieux ayant été canonisée en 1925) et dont la cloche a été placée dans la flèche de la nouvelle église.